# Kórnik (gromada)
Kórnik – dawna gromada, czyli najmniejsza jednostka podziału terytorialnego Polskiej Rzeczypospolitej Ludowej w latach 1954–1972.
Gromady, z gromadzkimi radami narodowymi (GRN) jako organami władzy najniższego stopnia na wsi, funkcjonowały od reformy reorganizującej administrację wiejską przeprowadzonej jesienią 1954 do momentu ich zniesienia z dniem 1 stycznia 1973, tym samym wypierając organizację gminną w latach 1954–1972.
Gromadę Kórnik z siedzibą GRN w mieście Kórniku (nie wchodzącym w skład gromady) utworzono 31 grudnia 1971 w powiecie śremskim w woj. poznańskim z obszarów zniesionych gromad Kórnik-Południe i Kórnik-Północ w tymże powiecie.
Gromada przetrwała jeden rok, do końca 1972 roku, czyli do kolejnej reformy gminnej. 1 stycznia 1973 w powiecie śremskim reaktywowano zniesioną w 1954 roku gminę Kórnik (od 1999 gmina Kórnik należy do powiatu poznańskiego).